# Buteonins
Els buteonins (Buteoninae) són una subfamília d'ocells rapinyaires de la familia dels accipítrids (Accipitridae). És difícil trobar una característica distintiva d'aquesta subfamília, de complexa classificació.

## Morfologia
Són rapinyaires de mitjans a grans, amb espècies de grandària modesta com els milans, amb escassament 1 kg de pes, i grans ocells com el pigarg gegant que pot arribar als 9 kg. En general tenen un aspecte semblant a les àguiles típiques de les quals els diferencia la manca de plomes a les potes.

## Hàbitat i distribució
Habiten gairebé tots els continents, faltant únicament de l'Antàrtida. Ocupen gairebé tots els medis, amb espècies pròpies de zones boscoses, espais oberts i encara del medi marí.

## Sistemàtica
S'ha discutit molt sobre la classificació d'aquest grup. Dins aquesta subfamília van ser incloses les àguiles típiques però estudis genètics de principis del present segle han propiciat la separació d'elles en la subfamília dels aqüilins (Aquilinae). La complexitat, però, de les relacions entre els membres del clade Buteoninae, ha fet que alguns autors separen els milans i els pigargs en les seves pròpies subfamílies, Milvinae i Haliaeetinae.
Altres autors inclouen dins aquesta subfamília el milans, pigargs, aligots i espècies relacionades, que avui es classifiquen en 19 gèneres vius amb 74 espècies:
- Gènere Milvus, amb dues espècies.
- Gènere Haliastur, amb dues espècies.
- Gènere Haliaeetus, amb 8 espècies.
- Gènere Icthyophaga, amb dues espècies.
- Gènere Butastur, amb 4 espècies.
- Gènere Ictinia, amb dues espècies.
- Gènere Busarellus, amb una espècie: aligot de collar negre (Busarellus nigricollis).
- Gènere Rostrhamus, amb una espècie: caragoler comú (Rostrhamus sociabilis).
- Gènere Helicolestes, amb una espècie: caragoler negre (Helicolestes hamatus).
- Gènere Geranospiza, amb una espècie: aligot camallarg (Geranospiza caerulescens).
- Gènere Cryptoleucopteryx, amb una espècie: aligot plumbi (Cryptoleucopteryx plumbea).
- Gènere Buteogallus, amb 9 espècies.
- Gènere Morphnarchus, amb una espècie: aligot barrat (Morphnarchus princeps).
- Gènere Rupornis, amb una espècie: aligot becgros (Rupornis magnirostris).
- Gènere Parabuteo, amb dues espècies.
- Gènere Geranoaetus, amb 3 espècies.
- Gènere Pseudastur, amb 3 espècies.
- Gènere Leucopternis, amb 3 espècies.
- Gènere Bermuteo, amb una espècie extinta: aligot de les Bermudes (Bermuteo avivorus).
- Gènere Buteo, amb 27 espècies.